# Манусела (національний парк)
Манусела (індонез. Taman Nasional Manusela) — національний парк на острові Серам (Молуккський архіпелаг), в провінції Малуку Індонезії.

## Географія
Національний парк Манусела розташований в центральній частині острова Серам, в Молуккському архіпелазі Індонезії. Він складається з прибережних лісів, болотних лісів, низинних та гірських типів екосистем з тропічними (дощовими) лісами. Парк розкинувся на площі в 189 000 га (1890 км²). Гора Бінайя висотою 3027 метрів, найвища з шести гір парку і всього острова.

## Фауна та флора
Парк є чудовим природним місцем з високим ступенем локалізації пташиного ендемічного біорізноманіття, таких видів як казуар, cuscus, птахи todiramphus lazuli, todiramphus sanctus, philemon subcorniculatus та алістер молуцький, лісовий папуга лорі жовтоплечий, лорі серамський, серамський какаду (молуккський какаду), великий серамський медоносний птах (seram friarbird), серамські кажани (pteropus ocularis).
Серед рослин, що ростуть у цьому парку переважають: авіценія, дриобаланопс та панданус, алстонія счоларис, індійський мигдаль, шорея селаниця, оцтомелес, мангрове дерево, мелалеука плакуча, пометія пінната, різофора та різні види орхідей.